# ماوریسیو روخاس تورو
ماوریسیو روخاس تورو (اسپانیایی: Mauricio Rojas Toro‎؛ زادهٔ ۳۰ مارس ۱۹۷۸) بازیکن بازنشسته فوتبال اهل شیلی است.

## باشگاهی
از باشگاه‌هایی که در آن بازی کرده‌است می‌توان به باشگاه ورزشی آئوداکس ایتالیانو اشاره کرد.